# Прохорова, Виолетта Васильевна
Виоле́тта Васи́льевна Про́хорова (в замужестве — Элвин; Москва, 3 ноября 1924 года — Вико-Экуэнсе, 27 мая 2021 года) — советская и британская прима-балерина.

## Ранние годы
Она была дочерью Ирены Гримузинской, актрисы и художницы, и Василия Прохорова, пионера авиации. Окончила Московское хореографическое училище в 1942 году (класс М. А. Кожуховой). Начала карьеру партиями в балетах «Лебединое озеро», «Дон Кихот» и «Бахчисарайский фонтан» в Государственном театре оперы и балета в Ташкенте.

## Карьера
В 1944—1945 годах танцевала в Большом театре; в 1945—1946 годах — в Музыкальном театре им. Станиславского и Немировича-Данченко. С 1951 по 1956 была примой Сэдлерс Уэллс балет, (ныне Английский Королевский балет), до выхода на пенсию и переезда в Италию. Некоторое время выступала в театре Ла Скала.
В 1986 году газета«Таймс» назвала Элвин единственной соперницей Марго Фонтейн.

## Личная жизнь
В 1945 году вышла замуж за сотрудника британского посольства в Москве Гарольда Элвина; в 1946 с разрешения советских партийных властей уехала в Англию. Вторым мужем был американский импрессарио Зигберт Вайгбергер (Siegbert Weinberger), брак с которым также закончился разводом. В 1959 году она вышла замуж за Фернандо Саварезе, итальянского адвоката, который также управлял семейным отелем на полуострове Сорренто. В 1960 году у них родился сын Антонио "Тоти".

## Репертуар
- Лебединое озеро
- Дон Кихот
- Бахчисарайский фонтан
- Спящая Красавица
- Балет Империал
- Треуголка
- Подарок в День рождения
- Золушка
- Дафнис и Хлоя

## Фильмография
Под именем Виолетта Элвин снялась в эпизодических ролях в трёх фильмах:
- 1949 — Пиковая дама — цыганка-танцовщица
- 1953 — Twice Upon a Time — Флоренс ля Рише
- 1953 — Мельба — прима-балерина